# 利沃夫國立音樂學院

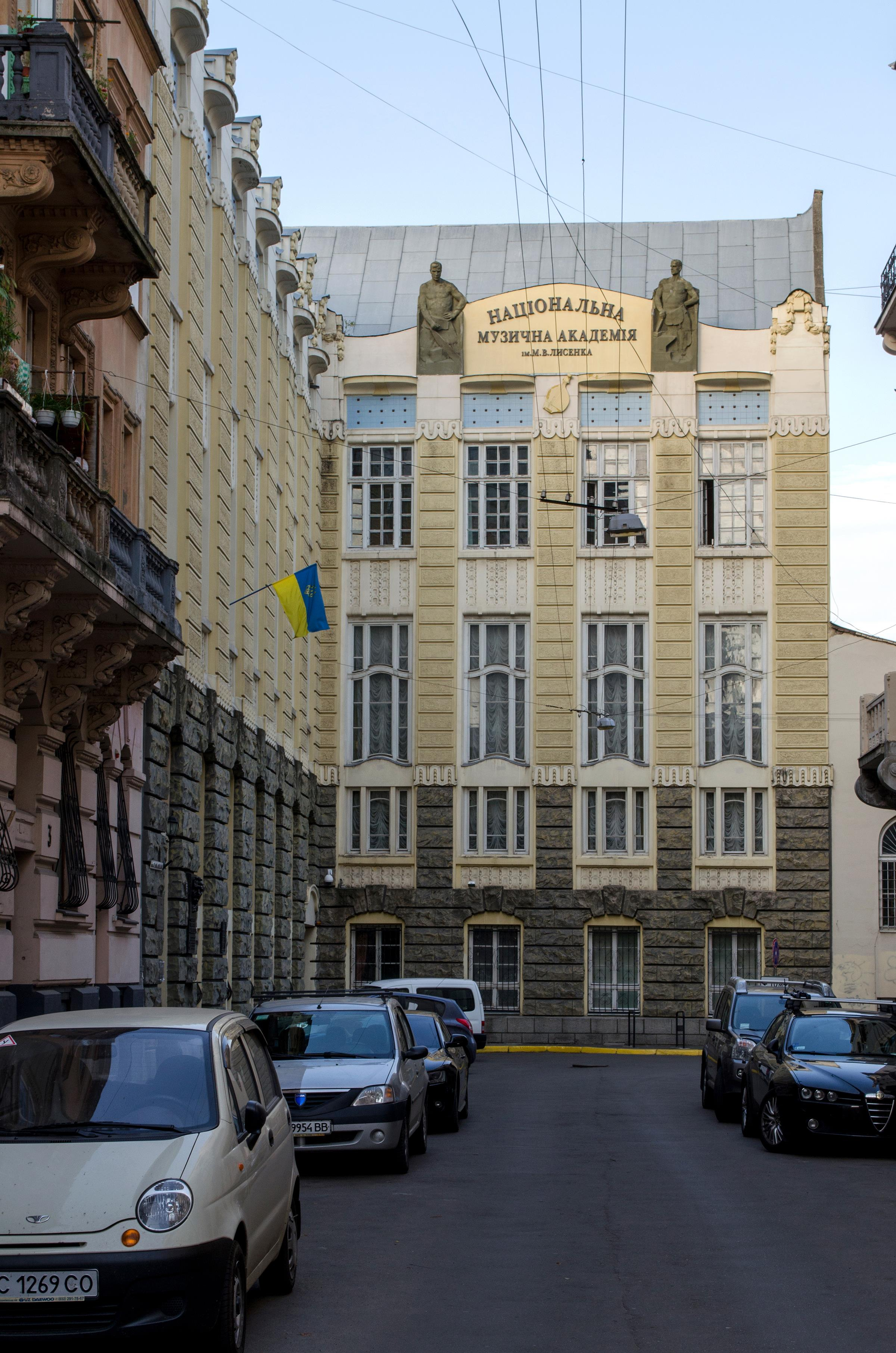
利沃夫國立音樂學院院址。

李森科利沃夫国立音乐学院（烏克蘭語：Львівська національна музична академія імені Миколи Лисенка）位於烏克蘭西部城市利沃夫，以烏克蘭音樂家米科拉·李森科命名。

## 外部連結
- 官方网站